# George Alencherry
George Alencherry ou Mar Giwargis Alencherry, né le 19 avril 1945 à Thuruthy, est un cardinal émérite indien d'Ernakulam-Angamaly, appartenant à la branche syro-malabare de rite assyro-chaldéen de l'Église catholique. Il fut le premier archevêque majeur élu de l’Église syro-malabare.

## Biographie
George Alencherry naît en 1945 dans la ville de Thuruthy dans le district de Kottayam, situé dans l'État princier du Tranvancore, dans le sud de l'Inde britannique. Après ses études secondaires, il obtient une licence en économie de l'université du Kerala puis au Séminaire pontifical Saint-Joseph à Alwaye (Aluva) où il passe une licence en théologie. Il est ordonné prêtre en 1972.
Son ministère sacerdotal est largement orienté vers la catéchèse dans laquelle il s'est spécialisé au cours de ses études. Il exerce diverses fonctions et responsabilités dans ce domaine, notamment à la direction du service de formation à la foi de l'archidiocèse de Changanacherry puis au secrétariat de la commission pour la catéchèse du Conseil des évêques catholiques du Kerala.
Il va perfectionner sa formation à la Sorbonne et à l'Institut catholique de Paris où il obtient conjointement un doctorat en théologie et un diplôme supérieur d'études bibliques.
De retour en Inde, il prend la direction du Centre pastoral oriental de Palarivattom de 1986 à 1991, puis enseigne au Paurastya Vidyapitham — une faculté de théologie de l'Institut pontifical d'Orient d'études religieuses — de Kottayam de 1986 à 1997.

### Responsabilités et prélatures
Secrétaire adjoint du Conseil des évêques catholiques du Kerala de 1986 à 1993, George Alencherry est nommé protosyncelle du métropolite de Changanacherry (en) entre 1994 et 1996, lorsqu'il devient le premier évêque du diocèse nouvellement créé de Thuckalay, le 2 février 1997.
En 2011, se détachant de la tradition séculaire de la nomination par le pape de Rome, le synode des évêques rassemblant les différents responsables de l'Église syro-malabare — la plus importante Église de rite oriental en Inde — se réunit, et élit Mar Giwargis Alencherry à sa tête le 24 mai, élection que confirme Benoît XVI deux jours plus tard.
George Alencherry est l'auteur de nombreux ouvrages et articles sur la catéchèse et la morale.

### Cardinalat
Alencherry est créé cardinal par Benoît XVI le 18 février 2012 avec le titre de cardinal-prêtre de San Bernardo alle Terme,. Il est ensuite nommé le 20 mai 2012 membre de la congrégation pour la doctrine de la foi.
Il participe au conclave de 2013 qui élit le pape François.
Le 9 septembre 2014, il est invité, par le pape François, à la troisième assemblée générale extraordinaire du synode des évêques sur la famille qui se déroule du 5 au 19 octobre, en qualité de primat de l'Église syro-malabare.
En février 2018, des allégations de malversations contre le cardinal Alencherry sont portées par une commission interne à l’Église syro-malabare. La justice est saisie de l'affaire et le 22 juin 2018, le pape nomme un administrateur apostolique sede plena en la personne de Jacob Manathodath (en), évêque de Palghat (de) pour gérer l'archidiocèse d'Ernakulam, suspendant ainsi le cardinal de ses fonctions. Au printemps 2019, il apparait que les accusations portées reposaient sur des documents falsifiés et le 27 juin 2019, le pape met fin aux fonctions de l'administrateur apostolique et rend, de facto, ses fonctions au cardinal Alencherry.
À la suite de querelles internes, le pape François accepte sa démission du gouvernement pastoral de l’Église syro-malabare le 7 décembre 2023.
Il atteint l'âge de 80 ans le 19 avril 2025, et ne peut ainsi pas prendre part au conclave élisant Léon XIV, le 8 mai 2025. 

## Autres images

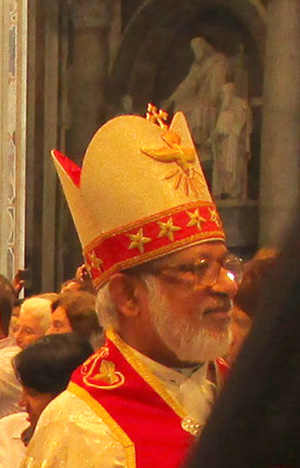
Le cardinal Alencherry, à la chaire de saint Pierre, le 11 octobre 2014.